# Thomas Högstedt
Thomas Högstedt (Mariestad, 21 settembre 1963) è un ex tennista e allenatore di tennis svedese.
Ha allenato, tra gli uomini, Nicolas Kiefer e Tommy Haas, e tra le donne, Li Na, Marija Šarapova, Caroline Wozniacki e Sloane Stephens.

## Carriera
In carriera ha vinto un titolo nel singolare, il Ferrara Open nel 1983, battendo Butch Walts per 6-4, 6-4. Ha raggiunto il secondo turno nel singolare in tutte le prove del Grande Slam.

## Statistiche

### Singolare

#### Vittorie (1)
| Numero | Anno             | Torneo                | Superficie | Avversario in finale | Punteggio |
| 1.     | 20 novembre 1983 | Ferrara Open, Ferrara | Sintetico  | Butch Walts          | 6-4, 6-4  |